# Anchenoncourt-et-Chazel
Anchenoncourt-et-Chazel este o comună franceză situată în departamentul Haute-Saône, în regiunea culturală și istorică Franche-Comté și în regiunea administrativă Burgundia-Franche-Comté.
Este constituită din satul principal Anchenoncourt și din fosta comună, devenită cartier, Chazel.

## Geografie

### Comune limitrofe
| Polaincourt-et-Clairefontaine | Melincourt          | Girefontaine           |
| Saponcourt                    |                     | Jasney                 |
| Senoncourt                    | Saint-Rémy-en-Comté | Dampierre-lès-Conflans |

### Hidrografie
Comuna este traversată de pârâul Vaux și de râul Superbe.
Superbe este un afluent secundar al Rhônului prin râul Saône.

### Clima
În 2010, climatul comunei este de tip climat semicontinental, conform unui studiu al Centrului Național de Cercetare Științifică bazat pe o serie de date din perioada 1971-2000. În 2020, Météo-France publică o tipologie a climei din Franța metropolitană în care comuna se află într-un climat semi-continental și este în regiunea climatică Lorraine, plateau de Langres, Morvan, caracterizată de ierni aspre (1,5 °C), vânturi moderate și cețuri frecvente în toamnă și iarnă.
Pentru perioada 1971-2000, temperatura medie anuală este de 10,1 °C, cu o amplitudine termică anuală de 17,2 °C. Cumulul anual mediu de precipitații este de 956 mm, cu 12,9 zile de precipitații în ianuarie și 9,7 zile în iulie. Pentru perioada 1991-2020, temperatura medie anuală observată la stația meteorologică Météo-France cea mai apropiată, „Venisey”, situată în comuna Venisey la 10 km în linie dreaptă, este de 11 °C și cumulul anual mediu de precipitații este de 850,7 mm. Temperatura maximă înregistrată la această stație este de 39,7 °C, atinsă pe 25 iulie 2019; temperatura minimă este de −17,4 °C, atinsă pe 30 decembrie 2005.
Parametrii climatici ai comunei au fost estimați pentru mijlocul secolului (2041-2070) conform diferitelor scenarii de emisie de gaze cu efect de seră, bazate pe noile proiecții climatice de referință DRIAS-2020. Aceștia pot fi consultați pe un site dedicat publicat de Météo-France în noiembrie 2022.

## Urbanism

### Tipologie
La 1 ianuarie 2024, Anchenoncourt-et-Chazel este categorisită ca o comună rurală cu habitat dispersat, conform noii grile comunale de densitate cu șapte niveluri definită de INSEE (Institutul Național de Statistică și Studii Economice) în 2022. Este situată în afara unităților urbane și în afara zonei metropolitane a orașelor.

### Utilizarea terenului
Ocuparea terenurilor în comună, așa cum reiese din baza de date europeană de ocupare biofizică a solurilor Corine Land Cover (CLC), este marcată de importanța teritoriilor agricole (49,2% în 2018), o proporție sensibil echivalentă cu cea din 1990 (49,6%). Distribuția detaliată în 2018 este următoarea: păduri (47,9%), pajiști (27,2%), terenuri arabile (15,6%), zone agricole heterogene (6,4%), zone urbanizate (2,9%). Evoluția ocupării terenurilor în comună și a infrastructurilor sale poate fi observată pe diferitele reprezentări cartografice ale teritoriului: harta Cassini (secolul XVIII), harta de stat-major (1820-1866) și hărțile sau fotografiile aeriene ale IGN pentru perioada actuală (1950 până în prezent).

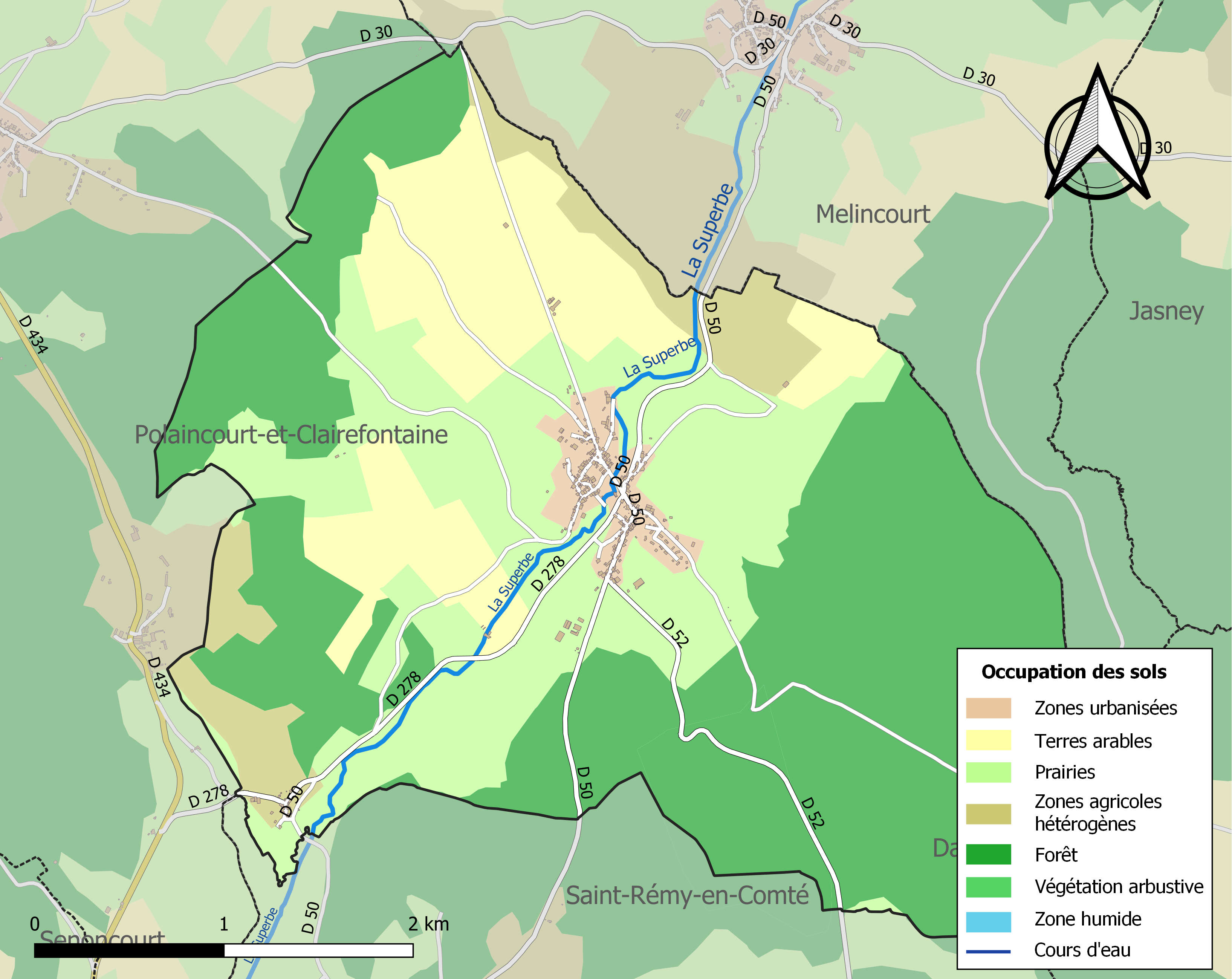
Harta infrastructurii și utilizării terenului a comunei în 2018 (CLC).

## Istorie
Comuna Auchenoncourt, creată în timpul Revoluției Franceze, a absorbit în 1808 comuna Chazel și a devenit de atunci comuna Anchenoncourt-et-Chazel.

## Politică și administrație

### Legături administrative și electorale
Anchenoncourt-et-Chazel face parte din Arondismentul Vesoul al departamentului Haute-Saône, în regiunea Burgundia-Franche-Comté. Pentru alegerea deputaților, ea depinde de prima circumscripție a departamentului Haute-Saône.
Începând din 1806, comuna făcea parte din cantonul Amance. În cadrul reconfigurării cantonale din 2014 în Franța, comuna face acum parte din cantonul Port-sur-Saône.

### Intercomunalitate
Anchenoncourt-et-Chazel a fost membră a comunității de comune des Belles Sources, un grup de cooperare intercomunală (EPCI) cu fiscalitate proprie, creat în 2001, căruia comuna i-a transferat un anumit număr de competențe, în condițiile determinate de codul general al colectivităților teritoriale.
În conformitate cu prevederile schemei departamentale de cooperare intercomunală aprobată în decembrie 2011 de prefectul din Haute-Saône, această intercomunalitate s-a unit cu comunitățile învecinate pentru a forma, la 1 ianuarie 2014, comunitatea de comune de Haute Comté.
Anchenoncourt-et-Chazel, nemulțumită de această asociere, a obținut să fie integrată la 1 ianuarie 2022 în comunitatea de comune Terres de Saône, devenind membru al acesteia.

## Populația și societatea

### Date demografice
Evoluția numărului de locuitori este cunoscută prin recensămintele populației efectuate în comuna respectivă începând din 1793. Pentru comunele cu mai puțin de 10 000 de locuitori, un recensământ al întregii populații este realizat la fiecare cinci ani, populațiile legale pentru anii intermediari fiind estimate prin interpolare sau extrapolare. Pentru comuna respectivă, primul recensământ exhaustiv în cadrul noului dispozitiv a fost realizat în 2007.
În 2021, comuna număra 234 locuitori, în creștere cu 1,3% față de 2015 (Haute-Saône: −1,43%, Franța fără Mayotte: +1,84%).
| An        | 1793 | 1821 | 1841 | 1856 | 1872 | 1886 | 1901 | 1921 | 1936 | 1962 | 1982 | 2006 | 2012 | 2021 |
| --------- | ---- | ---- | ---- | ---- | ---- | ---- | ---- | ---- | ---- | ---- | ---- | ---- | ---- | ---- |
| Populație | 588  | 785  | 865  | 688  | 701  | 665  | 616  | 484  | 301  | 256  | 248  | 236  | 232  | 234  |

## Locuri si monumente

Biserica Saint-Brice.
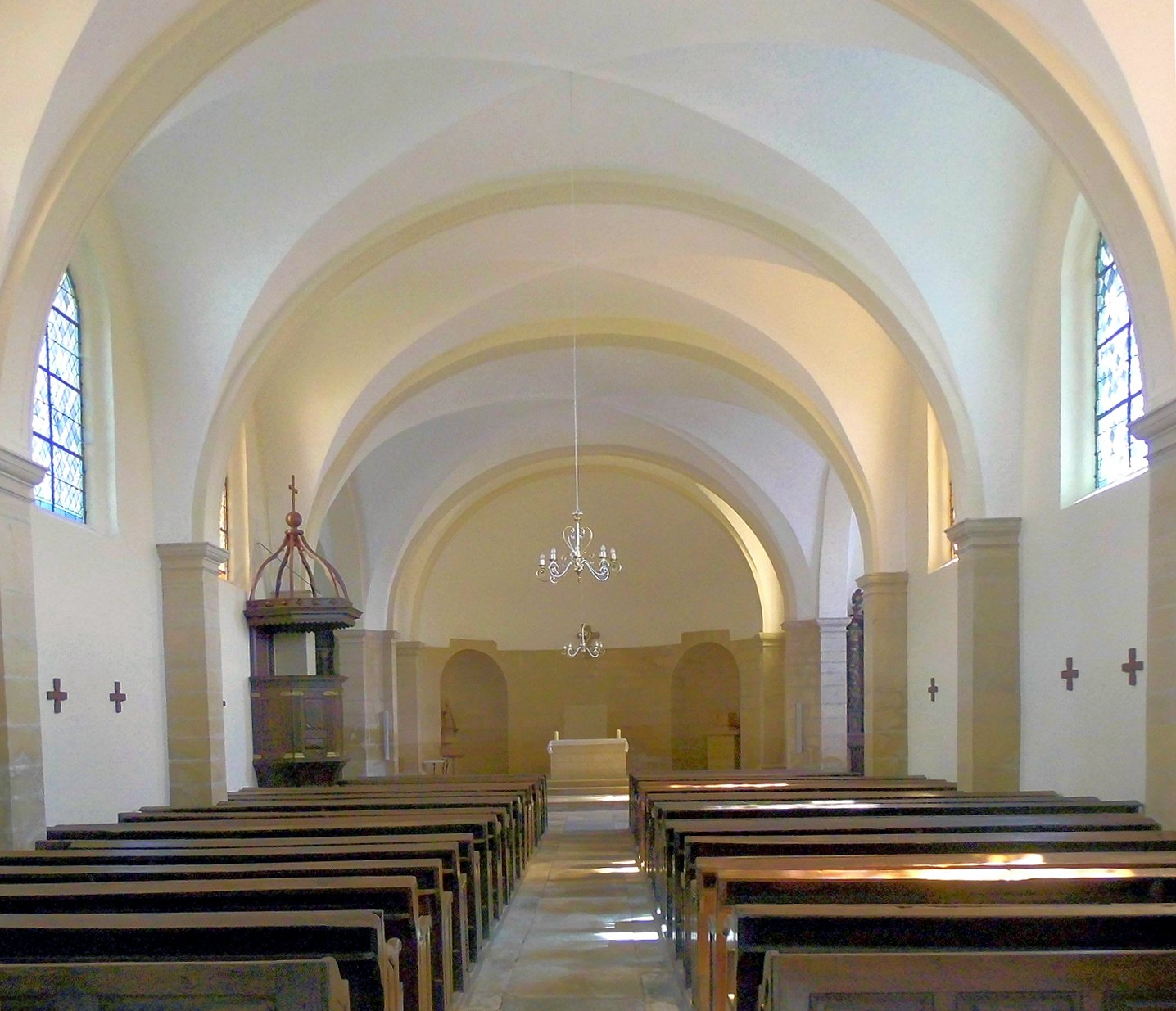